# Tupinambarana
Tupinambarana (Tupinambaranes, Tupinambaranas), pleme američkih Indijanaca porodice Tupian iz grupe pravih Tupí Indijanaca, podgrupa Tupinambá, nastanjeno nekada u brazilskim državama Amazonas i  Pará. Kako bi izbjegli portugalskoj tiraniji oni u 16. stoljeću s područja Pernambuca migriraju uz Amazoni, zatim uz Madeiru i dolaze u kontakt sa španjolskim naseljima na područje istočne Bolivije. Uznemiravani od španjolskih kolonista vraćaju se natrag niz Madeiru i konačno nastanju na otok Tupinambarana gdje ih je 1639. otkrio Acuña i Pedro Teixeira koji su bili na ekspediciji iz Quita u São Luís. Nestali su negdjre 1890.-tih
U seobi Tupinamba iz Pernambuca učestvovalo je oko 60.000 ljudi iz 86 sela, prevalivši put od nekih 3.500 milja ili 5.600 kilometara.